# Glandulosa
Glandulosa is een geslacht van rechtvleugeligen uit de familie krekels (Gryllidae). De wetenschappelijke naam van dit geslacht is voor het eerst geldig gepubliceerd in 1979 door Harz.

## Soorten
Het geslacht Glandulosa omvat de volgende soorten:
- Glandulosa harzi Gorochov, 1996
- Glandulosa kinzelbachi Harz, 1979
- Glandulosa willemsei Uvarov, 1934